# Metophthalmus muchmorei
Metophthalmus muchmorei es una especie de coleóptero de la familia Latridiidae.

## Distribución geográfica
Habita en las Islas de Sotavento (Hawái) (Leeward Islands).